# Lenacil
Lenacil ist ein Wirkstoff zum Pflanzenschutz und der Trivialname einer chemischen Verbindung aus der Gruppe der Uracilderivate.

## Darstellung
Lenacil kann durch eine Kondensationsreaktion von Ethyl-2-oxocyclopentan-l-carboxylat und Cyclohexylharnstoff mit Phosphorsäure gewonnen werden.

## Eigenschaften
Lenacil ist ein brennbarer farb- und geruchloser Feststoff, der praktisch unlöslich in Wasser ist. Er zersetzt sich vor Erreichen seines Siedepunktes. Es ist unter sauren und alkalischen Bedingungen weitgehend stabil.

## Verwendung
Lenacil wird als Wirkstoff in Pflanzenschutzmitteln verwendet. Es ist ein selektives Herbizid zur Vorauflaufbehandlung, das über die Wurzeln aufgenommen wird und wirkt durch Hemmung der Photosynthese. Eingesetzt wird es vor allem gegen Samenunkräuter und einjährige Gräser bei Spinat, Zuckerrüben, Erdbeeren und Zierpflanzen. Vertrieben wird es von DuPont.

## Zulassung
In vielen Staaten der EU, so auch in Deutschland und Österreich, sowie in der Schweiz sind Pflanzenschutzmittel mit diesem Wirkstoff zugelassen.